# Stefan Bergmeister
Stefan Bergmeister (* 18. Juli 1996 in Schwarzach im Pongau) ist ein österreichischer Fußballspieler.

## Karriere
Stefan Bergmeister begann seine Karriere 2002 beim SV Thiersee. In der Saison 2007/08 spielte er in der U-13 des FC Kufstein, bevor er im Juli 2008 in das Jugendinternat des FC Red Bull Salzburg wechselte. Dort durchlief er alle Stationen von der U-13 bis zur U-18 der Akademie. In dieser Zeit war Stefan Bergmeister Teil des österreichischen U-15, U-16 und U-17 Nationalteamkaders.
2013 wechselte er nach Deutschland ins Nachwuchsleistungszentrum des 1. FC Nürnberg. Dort wurde er 2013/14 Meister in der U-19 Bayernliga und spielte in der Aufstiegssaison 2014/15 als Kapitän für den 1. FC Nürnberg in der U-19 Bundesliga Süd/Südwest. Im Oktober 2014 debütierte er für die zweite Mannschaft in der Regionalliga.
Zur Saison 2016/17 kehrte Bergmeister nach Österreich zurück, wo er sich dem Zweitligisten SC Austria Lustenau anschloss. Sein Debüt in der zweiten Liga gab er am achten Spieltag gegen den SC Wiener Neustadt, als er in Minute 82 für Bruno Souza eingewechselt wurde.
Im Juli 2017 wechselte er leihweise zum Ligakonkurrenten Floridsdorfer AC.
Zur Saison 2018/19 wechselte er zum Regionalligisten FC Kufstein. Nach Stationen beim FC Kitzbühel und dem SC Kundl spielt er aktuell beim SC Münster in Tirol.